# 佐々木孔明
佐々木 孔明（ささき こうめい、1994年12月 - ）は日本の実業家。株式会社レッドクリフ代表取締役。日本でのドローンショーのスペシャリストとして知られる。ドローンショーで描く「ディスプレイの大きさ」で高巨創新とともにギネス世界記録を持つ。

## 人物
1994年12月、秋田県秋田市生まれ。秋田商業高校を卒業後、関東学院大学 建築・環境学部へ入学。2016年に2年間の休学を使いドローンとともに世界一周の旅に出る。世界一周を2回、アメリカ縦断、フィジー留学など世界各国を周る。帰国後、大学を中退しドローン世界最大手DJIの日本一号店に勤務。ドローンの販売・講習・空撮などを担当。
2019年、「株式会社レッドクリフ」を設立。テレビ番組の空撮やゴルフ場の空撮を行う。海外企業のドローンショーの空撮を担当したことからドローンショーに興味を持つ。2020年東京オリンピックの開会式ではインテル社がドローンショーの運営を担当し、1,824台のドローンによる光のショーが夜空を彩ったが、この追い風にも乗り、2021年から革新的なテクノロジーとクリエイティブなアイデアの組み合わせによるドローンショーを企画・運営し、全国で開催。
最初に手掛けたドローンショーとして、2021年12月の北海道上士幌町で実施された「クリスマスドローンショー2021 in 上士幌」を開催。当時国内企業として最大の300機のドローンショーであった。2023年11月に横浜赤レンガ倉庫で行われた「コカ・コーラ クリスマスドローンショー『空飛ぶクリスマストラック』」では、クリスマス（12/25）にちなみ、1,225機のドローンによる約20分の飛行を行い、国内企業として最大のドローンショーとなった。2024年3月、国内企業として最大規模の1,500機のテスト飛行に成功。同年6月には日本初となる花火を搭載したドローンのテスト飛行に成功。空中で高度にシンクロしながら、自動制御のプログラミングによって花火を点火する演出を実現した。同年8月には国内の花火大会で初となる花火搭載ドローンを用いた500機のドローンショーを実施。さらに2024年8月20日には茨城県取手市で日本最大規模となる3,000機のドローンを使ったショーの実証実験を行った。レッドクリフでは、ドローンショー専用機体 EMO-JPを含め4,000機を所有する。

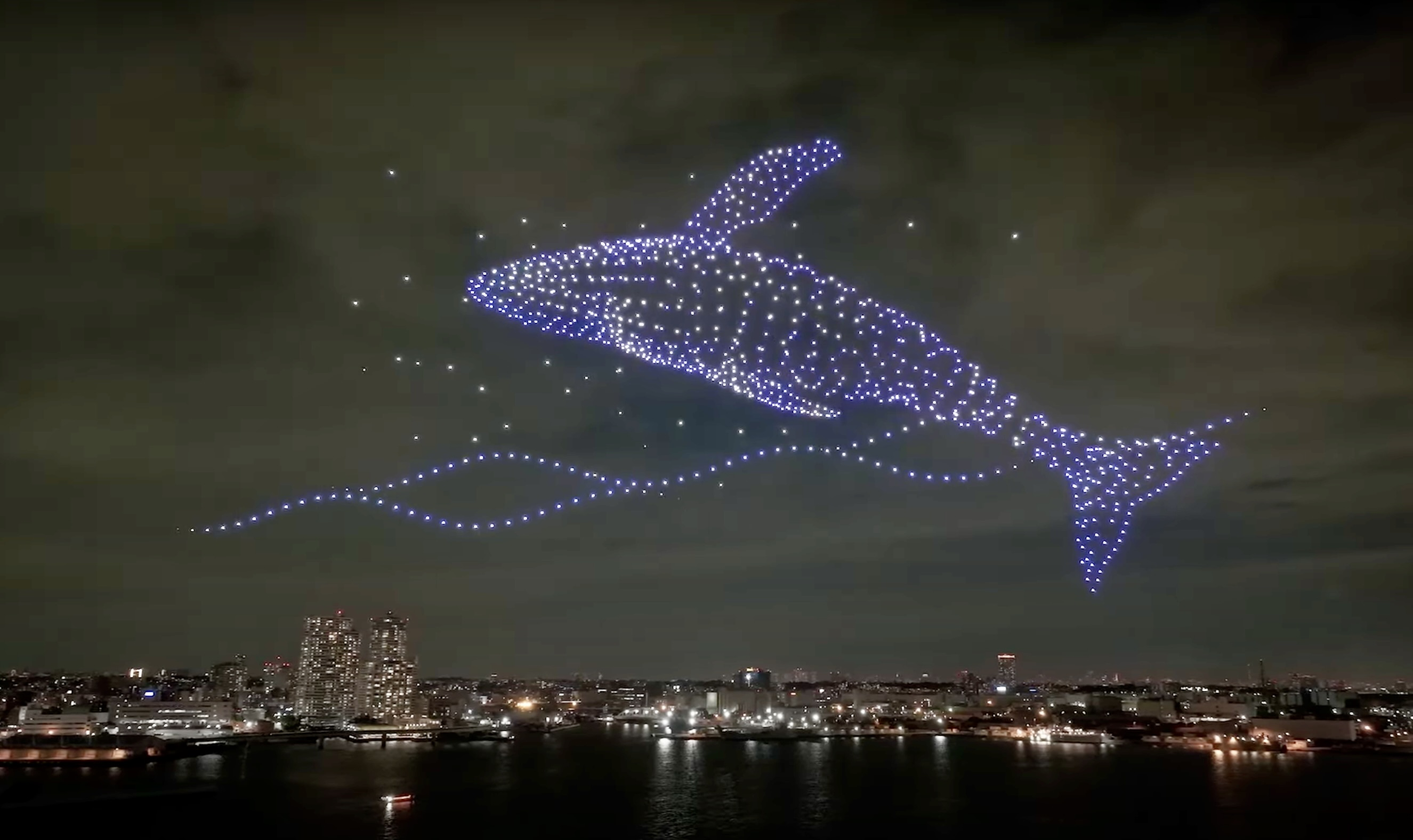
レッドクリフによる1000機のドローンショーの様子

2024年9月4日には、中国・深圳市にて、同国のドローンメーカー高巨創新（High Great Innovation Technology Development）とともに、ドローンショーで描く「ディスプレイの大きさ」でギネス世界記録を達成。佐々木は、本人のプロポーズも1,000機のドローンを使ってサプライズで行っている。
2024年8月、経済誌『Forbes JAPAN』が選出する「Forbes JAPAN 30 UNDER 30 2024」の一人に選出される。同年11月25日には、フォーブスジャパンの「日本の起業家名鑑400」に選出される。

## 略歴

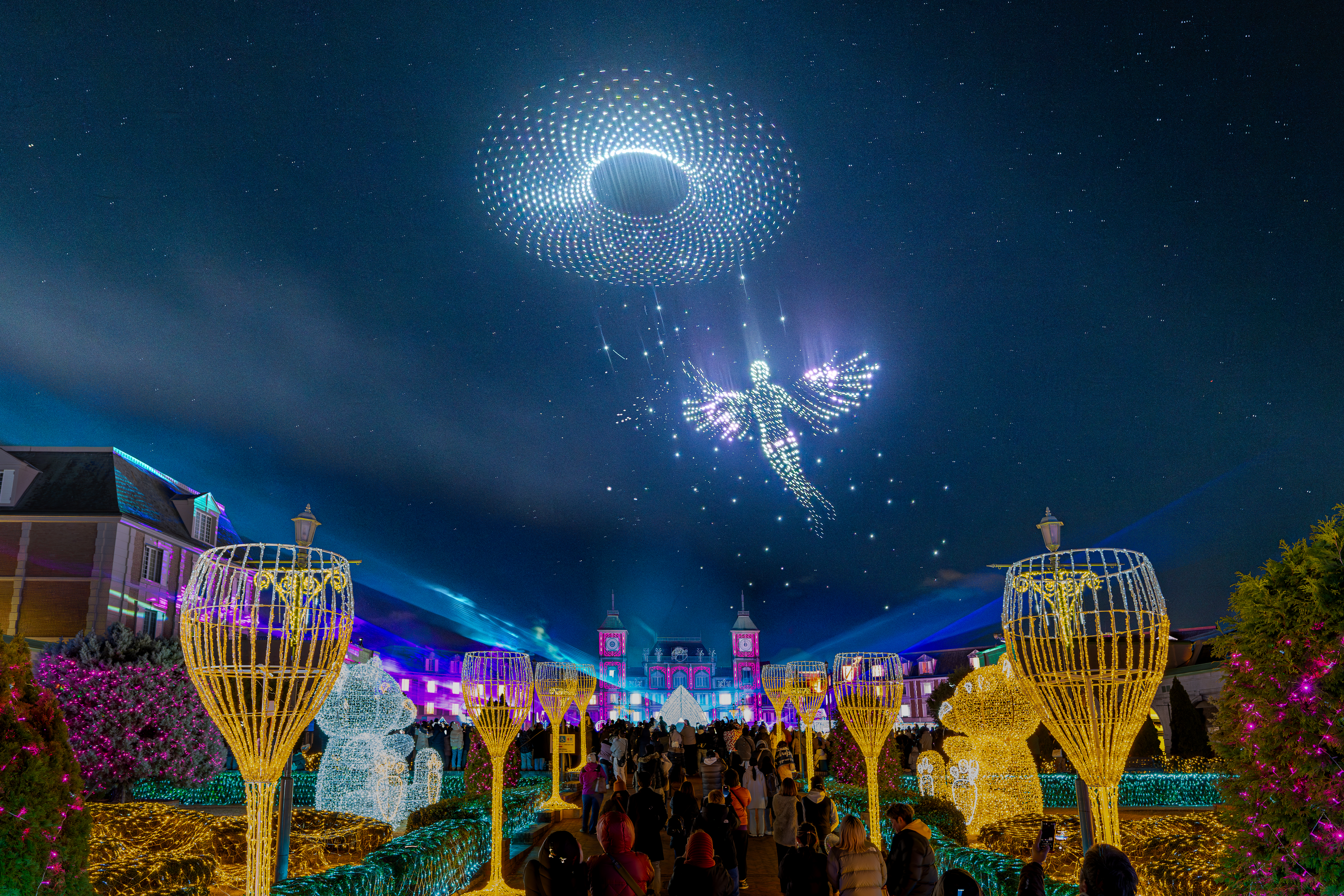
「REDCLIFF COUNTDOWN DRONE SHOW 2025」

- 1994年 - 秋田県秋田市に生まれる。秋田商業高校を卒業後、関東学院大学 建築・環境学部へ入学。大学生時代に世界一周を2回経験し、旅をきっかけにドローンに出会い、DJIの日本1号店のオープニングスタッフを経験[1][4]。
- 2019年 - 5月15日、「株式会社レッドクリフ」を設立。当初はテレビ番組の空撮やゴルフ場の空撮を行っていたが、その後、革新的なテクノロジーとクリエイティブなアイデアの組み合わせによるドローンショーを企画・運営し、全国で開催[4][2]。
- 2024年
  - 3月、国内企業として最大規模の1,500機のテスト飛行に成功[9]。
  - 5月、日本初となる、花火搭載ドローンを用いたドローンショーのテスト飛行に成功[17][18][19]。
  - 7月30日、「一般社団法人 日本ドローンショー協会」代表理事に就任[20][21]。
  - 8月、経済誌『Forbes JAPAN』が選出する「Forbes JAPAN 30 UNDER 30 2024」の一人に選出される[5]。
  - 8月20日、茨城県取手市で日本最大規模となる3,000機のドローンを使ったショーの実証実験を行う[11]。
  - 8月24日、国内の花火大会で初となる花火搭載ドローンを用いた500機のドローンショーを実施[10]。
  - 9月4日、中国・深圳市にて、同国のドローンメーカー高巨創新（High Great Innovation Technology Development）とともに、ドローンショーで描く「ディスプレイの大きさ」でギネス世界記録を達成[3]。
  - 12月23日、フォーブスジャパンの「日本の起業家名鑑400」に選出される[16]。
  - 12月31日-2025年1月1日、「神戸イルミナージュ」とのコラボレーションによる、レッドクリフ主催の2025機のドローンによるドローンショープロジェクト「REDCLIFF COUNTDOWN DRONE SHOW 2025」を初開催[22]。
- 2025年
  - 2月8日、「DIG SHIBUYA DG DRONE SHOW」を、SHIBUYA CREATIVE TECH実行委員会、株式会社デジタルガレージと共催。国内最大を更新する2200機のドローンショーとなった[23][24]。「日本最大のドローンショー」として日本記録認定される[25]。
  - 4月13日、同日開幕の2025年日本国際博覧会（大阪・関西万博）において、会期中、全184日間にわたり、1,000機のドローンショーを実施する。開幕初日の同日、2,500機による特別演出の大規模ドローンショーを実施し、ギネス世界記録「ドローンによる最大の木の空中ディスプレイ」を更新[26][27]。
  - 5月15日に実施した、国内では最大規模の100機の屋内ドローンショーを公開[28]。。